# 新三级
新三级是中華人民共和國结束文化大革命、恢复高考后，先后于1977年、1978年、1979年参加高考，并相应于1978年春季、1978年秋季、1979年秋季进入大学学习的三个年级的大学生，习惯上统称为“新三级”或“新三届”大学生。新三届中的1977级和1978级大学生在年龄构成上差距相当大，有十四五岁的应届高中毕业生，有文革十年中积累下来的历届高、初中学生，更有年龄三十五六岁的，甚至有父子同一年上大学的。但大多数年龄为二十五岁左右。1977级录取要求老三届的高考成绩优秀即平均成绩85/100分才能择优录取。1977年高中毕业生在校学习基础最差，既无法与1976级初中经历修正主义教育路线回潮狠抓教育和高中邓小平教育要拨乱反正，1975年秋提出要双轨制，工农兵推荐选拔和挑从优秀高中毕业生直接上大学。只是到1976年初周总理逝世，反击右倾翻案风，清明后邓小平第三次打倒，挑优秀应届毕业生梦碎。1977级高中毕业生的高中就是在这种政治动乱中完成的。1977级年应届高中毕业生也无法与1978年高中毕业生比。1976年9月毛死后开始教育拨乱反正，加之1977年暑期宣布恢复高考。因此，学校狠抓教育质量。所以，1978年高中应届毕业生的基础比较扎实，考上大学的比率也高很多。在1978年高考中，最受益的是1978年高中应届毕业生。中国1977年高中应届毕业生是最受害最大的一代。他们出生在1960-1961年中国饥荒年代，他们能够考入大学的比率最低。到1978级对老三届照顾取消择优录取的特殊要求，只要上线即可录取。到1979级99%为应届毕业生，他们都是16岁左右。1966年、1967年、1968年毕业的老三届高、初中学生。也正是相对于“老三届”而言，有了“新三级”或“新三届”的提法。新三级的大学生在中国未来二三十年的改革开放和经济建设中，发挥了填补人才断层、充当事业中坚和骨干力量而承前启后的重要作用，他们中间涌现出一大批政治、经济、科技、文化、教育、军事等各方面的杰出人物，其中包括前国务院总理李克强、现任国务院总理李强、现任国务院副总理丁薛祥、现任中共中央纪委书记李希、前国务院副总理胡春华、现任中央外办主任兼外交部部长王毅、现任中共新疆维吾尔自治区党委书记马兴瑞、现任中共广东省委书记黄坤明、现任中共中央宣传部部长李书磊、现任全国人大第一副委员长李鸿忠、前中共重庆市委书记薄熙来、前财政部部长刘昆等人。